# Svante Fregert
Svante Gunnar Fregert, född 14 februari 1959 i Lund, är en svensk journalist och tidigare musiker. Han spelade trummor i originaluppsättningen av Commando M Pigg, men lämnade gruppen 1984 och flyttade till Spanien.. 
År 2003-2015 arbetade Fregert på Kyrkans Tidning som kulturredaktör, redaktionschef och chefredaktör, på den sistnämnda posten från 2013. Han lämnade posten i mars 2015.